# Igreja da Encarnação (Assunção)

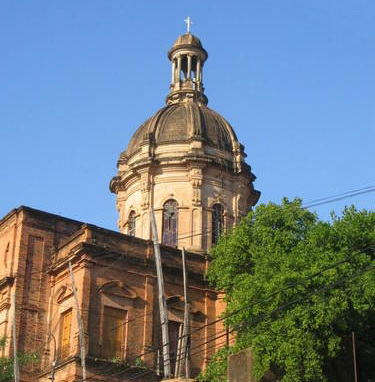
Igreja da Encarnação.

A Igreja da Encarnação é uma templo religioso de culto católico romano, sob a patrona mariana Nossa Senhora da Encarnação e situa-se em una das colinas da cidade de Assunção, capital do Paraguai.
O monumento possui um estilo romano-corintío, similar ao das catedrais européias. Sua construção se iniciou em 1893 e esteve a cargo do arquiteto italiano Juan Colombo.

## Estilo arquitetônico
O edifício não apresenta características arquitetônicas similares as presentes do Paraguai, e tampouco pode classificar-se dentro de um determinado estilo, já que se encontra inacabada. Seu desenho ostenta influências externas, com respeito à fachada, a torre, o campanário e as galerias laterais.